# Linie obrany
Linie obrany (v hongkongském originále Zhong hua ying xiong) je hongkongský akční film z roku 1988. Režisérem filmu je Jet Li. Hlavní role ve filmu ztvárnili Jet Li, Zhao Erkang, Song Jia, Paulo Tocha a Kurt Roland Peterson.

## Obsazení
| Jet Li                | Jet              |
| Zhao Erkang           | Zhang            |
| Song Jia              | Na               |
| Paulo Tocha           | Bailey           |
| Kurt Roland Petersson | Hans             |
| Dean Harrington       | americký mariňák |
| Mark King             | GI Blue          |
| Cho Wing              | naštvaný muž     |
| Dion Lam              | naštvaný muž     |